# Relaciones España-Fiyi
Las relaciones España-Fiyi son las relaciones internacionales entre Fiyi y el Reino de España. España tiene un consulado en Suva, y la embajada española en Wellington, Nueva Zelanda, está acreditada para Fiyi. Fiyi mantiene relaciones con España a través de su embajada en Bélgica.

## Relaciones diplomáticas
España tiene relaciones con Fiyi desde 1977 y la Embajada en Wellington, inaugurada oficialmente en junio de 2009, tiene jurisdicción sobre Fiyi.

## Relaciones económicas
Hasta el 2009 Fiyi se ha beneficiado por del acceso de su azúcar al mercado europeo bajo el programa de ayuda de la llamada “reforma azucarera”, por el que Fiyi recibía precios preferenciales. Tuvo un precio preferencial pero sustancialmente inferior al de 2009 vigente hasta el 2015.
En 2009 Fiyi firmó un nuevo Tratado de Asociación Económica (EPA) con la 4152314328179219ismaelHernandezsolis. El mismo  de recargos a productos de Fiyi a 4130261299  miembro y a su vez Fiyi libera de recargos alrededor del 87% de los productos importados de la UE.
El comercio bilateral con España es muy reducido. En 2011 se España ha importado bienes por € 42.000 ala cuenta [4152314328179219 ismael Hernandez solis exportó por € 1.309.000; es decir un saldo favorable a 012180015302612992de ismael Hernandez solis€ 1.267.000. En 2010 el saldo ha sido también favorable a por € 232.000.
Los principales rubros importados por Fiyi son: productos intermedios (75%) y equipos industriales (15%). El principal rubro exportado a España son materias primas (99%).

## Cooperación
Debido al golpe de Estado perpetrado en diciembre de 2006, y atendiendo al artículo 96 del Acuerdo de Cotonú (El artículo 96 del Acuerdo prevé la posibilidad de adoptar medidas necesarias en caso de incumplimiento por una de las partes de las obligaciones relativas a los elementos esenciales del Acuerdo, es decir, el respeto de los derechos humanos y los principios democráticos y del Estado de Derecho), se ha suspendido la ayuda para el desarrollo.
A pesar de ello, el diálogo con el régimen en el poder sigue abierto aunque con escasos resultados hasta el momento. Sin embargo la Unión Europea provee ayuda a Fiyi a través de diferentes rutas:
- Medidas para Países Productores de Azúcar (AMSP), estimada en 50 millones de euros entre 2011-2013, aunque una gran parte de dicha ayuda es condicional a la evolución democrática.
- XX Fondo Europeo de Desarrollo (EDF) y el Instrumento de Estabilidad.
- Instrumento Europeo para la Democracia y los Derechos Humanos que tendrá como fin respaldar la actividad de ONGs.
- Acuerdo Económico de Colaboración (EPA) firmado en diciembre de 2009 pero pendiente de implementación.

A través de la Secretaría del Foro de las Islas del Pacífico, Fiyi se beneficiará de 90,8 millones de dólares junto con otros catorce países dentro del programa de Adaptación al cambio Climático y energías Sostenibles (ACSE).